# Carollia castanea
Carollia castanea је врста слепог миша из породице Phyllostomidae.

## Распрострањење
Ареал врсте Carollia castanea обухвата већи број држава.
Присутна је у следећим државама: Бразил, Венецуела, Перу, Боливија, Еквадор, Хондурас, Суринам, Колумбија, Панама, Никарагва, Костарика, Гвајана и Француска Гвајана.

## Станиште
Станиште врсте су шуме.

## Угроженост
Ова врста је наведена као последња брига, јер има широко распрострањење и честа је врста.